# 2011 Girls' Generation Tour DVD
2011 Girls' Generation Tour là DVD thứ bảy của nhóm nhạc nữ Hàn Quốc Girls' Generation, được phát hành vào ngày 30 tháng 11 năm 2012 tại Hàn Quốc.

## Lịch sử
2011 Girls' Generation Tour được phát hành dưới dạng bộ 2 đĩa DVD, bao gồm hầu hết các tiết mục từ buổi diễn đầu tiên của chuyến lưu diễn 2011 Girls' Generation Tour tại Seoul vào hai ngày 23 và 24 tháng 7 năm 2012, cũng như đoạn phim hậu trường, một số tiết mục tại Nhật Bản và những bài phỏng vấn với các thành viên của nhóm.

## Danh sách bài hát
DVD 1
1. "Intro"
2. "소원을 말해봐 (Genie)"
3. "you-aholic"
4. "MR.TAXI (phiên bản tiếng Hàn)"
5. "I'm In Love With The HERO"
6. "Let It Rain (phiên bản tiếng Hàn)"
7. "Member Introductions"
8. "첫눈에... (Snowy Wish)"
9. "뻔&Fun (Sweet Talking Baby)"
10. "Kissing You"
11. "Oh!"
12. "Don’t Stop the Music" (Hyoyeon solo)
13. "Almost" (Jessica solo)
14. "Three" (Sunny solo)
15. "Lady Marmalade" (Taeyeon & Tiffany song ca)
16. "THE GREAT ESCAPE"
17. "BAD GIRL"
18. "Devil's Cry (Run Devil Run Intro)"
19. "Run Devil Run"
20. "Beautiful Stranger"
21. "훗 (HOOT)"
22. "If" (Yuri solo)
23. "Sway" (Sooyoung solo)

DVD 2
1. "Danny Boy"
2. "Complete"
3. "동화 (My Child)"
4. "냉면 (차가운 니 얼굴) [Cold Noodles] {Ice Boy}"
5. "HaHaHa Song"
6. "Gee"
7. "Member Talk"
8. "영원히 너와 꿈꾸고 싶다 (Forever)"
9. "다시 만난 세계 (Into the New World)"
10. "힘 내! (Way To Go)"
11. "Member Talk"
12. "It's Fantastic!"
13. "Closing Comments"

## Lịch sử phát hành
| Quốc gia  | Ngày                 | Hãng đĩa         | Định dạng |
| --------- | -------------------- | ---------------- | --------- |
| Hàn Quốc  | 30 tháng 11 năm 2012 | SM Entertainment | DVD       |
| Đài Loan  | 18 tháng 1 năm 2013  | Universal Music  | DVD       |
| Singapore | 4 tháng 1 năm 2013   | Universal Music  | DVD       |